# Compsura
Compsura és un gènere de peixos de la família dels caràcids i de l'ordre dels caraciformes.

## Taxonomia
- Compsura gorgonae (Evermann & Goldsborough, 1909)[2]
- Compsura heterura (Eigenmann, 1915)[3][4][5][6][7][8][9][10]